# Jan Preisler (vědec)
Jan Preisler (* 11. května 1969 Brno) je český chemik a pedagog.

## Život
Narodil se v Brně. V roce 1987 nastoupil na Masarykovu univerzitu a získal magisterský titul pod vedením prof. Lumíra Sommera v oboru analytická chemie. Doktorská studia úspěšně absolvoval pod vedením E. S. Yeunga na Iowa State University. Svůj výzkum shrnul v disertační práci s anglickým názvem "Laser: a tool for optimization and enhancement of analytical methods." Další čtyři roky aktivně působil v laboratořích B. L. Kargera na Barnett Institute/Northeastern University (MA). Následně se vrátil na svou alma mater, Masarykovu univerzitu v Brně, kde roku 2007 získal titul docenta a v roce 2014 byl jmenován profesorem.

## Specializace
Jan Preisler se ve svém vědeckém životě věnuje bioanalytické instrumentaci. Jeho specializací je zejména hmotnostní spektrometrie MALDI TOF, kapilární elektroforéza, spojování separačních technik s hmotnostní spektrometrií a nové techniky zavádění vzorků pro atomovou hmotnostní spektrometrii - laserová desorpce za účasti substrátu (SALD) a tepelné odpařování diodovými lasery (DLTV).